# 焉耆道
焉耆道，中华民国初期，在新疆省设置的道。
1920年4月由阿克苏道的焉耆、轮台、尉犁、婼羌、且末五县和迪化道的鄯善、吐鲁番二县设置，治焉耆县（今焉耆回族自治县）。属新疆省。辖区约当今新疆维吾尔自治区轮台、库尔勒、尉犁、且末等县以东，鄯善、婼羌二县以西，焉耆、和静、和硕、托克逊、吐鲁番等县市以南地区。1924年废。 